# Spironematellidae
A Spironematellidae (korábban Spironemidae) a Hemimastigophora egyik kládja. Méretük és alakjuk változatos – az ellipszoid alakú Hemimastix amphikineta 14 · 7 μm-es, míg a féreg alakú Spironematella terricola 43 · 3 μm-es, közös jellemzőjük a két ostorsor (kinetida).
Filogenomikai elemzések szerint a Hemimastigophora ősi eukarióta ág, a Diaphoretickes egyik lehetséges testvérkládja.

## Történet
Első leírt faja a Spironematella multiciliata Klebs 1892, melyet Klebs a csillósokkal és az akkor közéjük sorolt Distomatinával („kétszájúak”) rokonított, de nem volt elég ismeret közelebbi rokonsága megállapításához.
E kládot Franz Doflein 1916-ban írta le Spironemidae néven az akkor Spironemának nevezett Spironematella nemzetségről a „csillósszerű ostorosok” közt Lehrbuch der Protozoenkunde című könyvében, ennek 1928-as 5. kiadásában a Polymastiginába sorolták az „ismeretlen helyzetű négyostorú ostorosok” közé.
1993-ban Thomas Cavalier-Smith az Opalozoa altörzseként sorolta be a Hemimastigophorát, de nem szerepel nála a Spironematellidae semmilyen néven, míg 2002-ben a Thecomonadea alá sorolja be a Hemimastigidát, és itt sincs a Spironematellidae. 1999-ben David J. Pattersonnál azonban közvetlenül az eukarióták alatt igen. Wilhelm és Ilse Foissner Hemimastigophoráról szóló 2000-es írásában a Spironema, a Hemimastix és a Stereonema közvetlenül a Hemimastigophora alatt szerepelnek köztes rang nélkül. Shipunov 2007-ben a Systema Naturae általa módosított változatában az akkor sedis mutabilisként besorolt Hemimastigeába sorolta az Excavata csoporton belül az ostoros moszatok (Euglenozoa) közé.
1993-ban Wilhelm és Ilse Foissner módosította a meghatározását 2 új faj, a Spironematella terricola és a Stereonema geiseri leírása után. A kéreglemezek forgásszimmetriája és az egyes fajoknak lehetséges metabólia miatt tekintették az ostoros moszatok rokonának is.
Nevét a korábban Spironema nevű Spironematella nemzetségről kapta, a két átnevezés együtt történt 2022-ben a Spironema kihalt csiganem miatt.
2018-ban fedezték fel a Hemimastix kukwesjijket, egy kissé lapított ellipszoid alakú fajt. 2022-ben Eglit egy „X protisztának” nevezett élőlényről kimutatta, hogy a Hemimastix és a Spironematella testvércsoportja, a kettő közös csoportjáról pedig azt, hogy a Meteora sporadica testvércsoportja.

## Morfológia
Fejszerű capituluma van.
A Spironematella multiciliata 15–21 μm hosszú, 2–9 μm széles, elöl nyomott, hátul nyújtott, 2 spirális bemélyedése van, melyek elölről hátra haladnak, ezeket Klebs lehetséges sejtszájhelyeknek tekintette, ahol fagocitózis révén táplálkozik, emellett szaprozmotrófiát is feltételezett. Hátul kontraktilis vakuólum található. Több, egyes példányokban akár hátulsó végéig futó ostorsora van, melyek ostorai rövidek, csillószerűek, azonban egymástól függetlenül mozognak, mint az ostorok. A többi Spironematella-fajnál laposabb, de kinetidái hosszabbak: a S. terricola és goodeyi kinetidái a sejt elülső részére korlátozódnak.
A Stereonema geiseri a Spironematella multiciliatához hasonló, azonban nem képes az ostoros moszatokhoz hasonló mozgásra, míg utóbbi igen. Mitokondriális és kinetida-finomszerkezete a Spironematella terricolához hasonló, a Hemimastigophora és a Spironematellidae eredeti diagnózisai erről röviden számolnak be, a diagnosztikai jellemzőket és más különbségeket a nemzetség- és fajleírások tartalmazzák.
A Spironematella és a Heteronema átmeneti lemezét az ostorlmez alapjához központi disztális fonál köti össze, és a Hemimastix átmeneti zónájában is lehet ilyen disztális fonal vagy felület. Lehetségesek makkfehérjék a Spironematella és a Stereonema átmenetifonál-zónája transzverzális szakaszában. A Hemimastix és a Heteronema ezenkívül vékony alapi hengerrel rendelkezik az átmeneti lemez felett, ennek transzverzális szakaszai alapján az valószínűleg kilencszögű cső.
A Hemimastix ostorsorai végighaladnak a teljes orsó alakú, lapított sejten, míg a Stereonemáéi a sejt hossza feléig tartanak.

### Összehasonlítás
A Spironematella hátulsó vége hosszú farokkal rendelkezik, mellyel felszínekhez kötődhet, míg a Hemimastix lekerekített, és farka rövid.

## Életmód
A Spironematella multiciliata alacsony sebességű, ostora jelentősen befolyásolja sebességét, és felületről táplálkozik.

## Élőhely
Édesvízben és talajban él.

## Fordítás
Ez a szócikk részben vagy egészben  a   Spironematellidae című angol Wikipédia-szócikk ezen változatának fordításán alapul.  Az eredeti cikk szerkesztőit annak laptörténete sorolja fel. Ez a jelzés csupán a megfogalmazás eredetét és a szerzői jogokat jelzi, nem szolgál a cikkben szereplő információk forrásmegjelöléseként.